# Corades domina
Corades domina är en fjärilsart som beskrevs av Gustav Weymer 1911. Corades domina ingår i släktet Corades och familjen praktfjärilar. Inga underarter finns listade i Catalogue of Life.